# Johan Hjertén
Johan Hjertén, född 1781, död 1835, var en svensk präst och psalmförfattare.
Hjertén blev kyrkoherde i Hällstads socken i Västergötland i Skara stift 1826, och ledamot av psalmkommittén 1811–1819.
Han finns representerad i Den svenska psalmboken 1986 med originaltexten till två verser i en psalm (nr 274).
I 1937 års psalmbok fanns han representerad med tre verk (nr 166, 392 och 503).

## Psalmer
- Den svenska psalmboken 1819
  - 234 Gud, du är kärleksrik och god
  - 255 Evad du tager eller ger
  - 312 När du på samvete och ed
  - 370 I Herrens namn far jag åstad, vers 1-3 bearbetades 1816.
  - 382 Lov ske dig, store Gud
  - 445 Ifrån min födslotimma

- Den svenska psalmboken 1937
  - 166 Kom, Helge Ande, med ditt ljus, skrevs 1814 men antas vara troligare 1834 (trots att han då inte ingick i kommittén längre).
  - 392 Jesus, gör mig så till sinnes (1986 nr 274) Vers 1 och 2 skrevs 1816.
  - 503 I Herrens namn far jag åstad